# Pleurothallis wacketii
Pleurothallis wacketii är en orkidéart som beskrevs av Osvaldo Handro och Guido Frederico João Pabst. Pleurothallis wacketii ingår i släktet Pleurothallis och familjen orkidéer. Inga underarter finns listade i Catalogue of Life.